# Famille von Kaulbars
La famille von Kaulbars est une famille de la noblesse allemande de la Baltique originaire de Westphalie qui s’illustra au service de l’Empire russe.

## Histoire
Simon von Kaulbars s’installe en Livonie au milieu du XVIe siècle. Cette région étant terre suédoise, la reine Christine de Suède octroie la noblesse suédoise à Johann von Kaulbars (1621-1693) en 1653. Il était Hofmeister, c’est-à-dire grand chambellan, du grand connétable de Suède, le baron Jacob De la Gardie. Les descendants de la famille, Jakob et Karl, combattent dans les rangs de l’armée impériale russe au XVIIIe siècle, après que la région est passée sous la souveraineté de l’Empire russe. Le général de cavalerie, Johann Friedrich von Kaulbars (mort en 1762), obtient quant à lui le titre de baron suédois, le 21 novembre 1751.
Le titre de baron balte leur est reconnu par l’Empire russe.

## Personnalités
- Jakob von Kaulbars (1700-1789), grand chambellan de la Cour des Deux-Ponts
- Reinhold August von Kaulbars (1767-1848), officier de l'Empire russe
- Nikolai Reinhold Friedrich von Kaulbars (1842-1905), général d’infanterie et diplomate de l’Empire russe
- Alexandre von Kaulbars (1844-1925), général de l’armée impériale russe

## Domaines

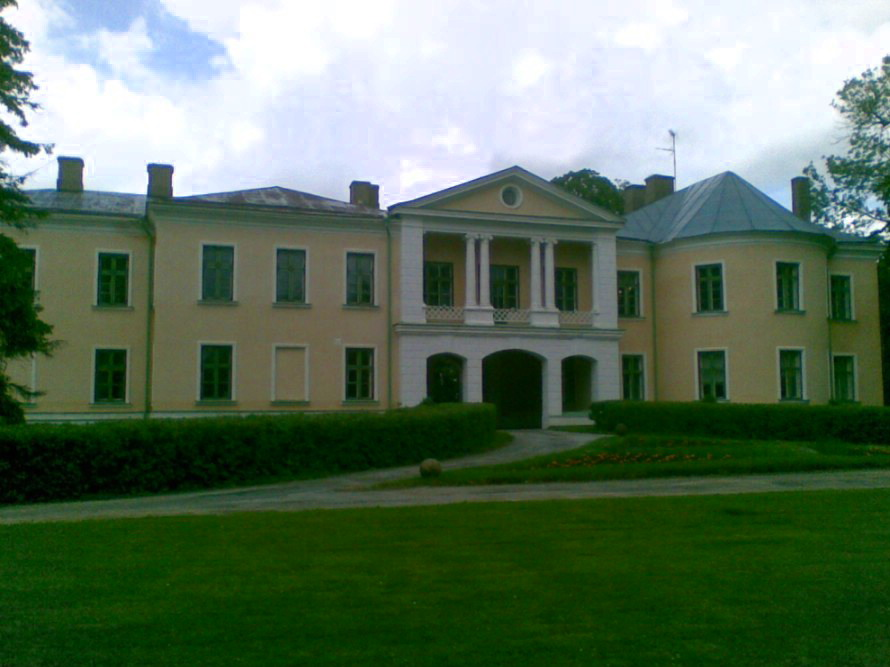
Le château de Mödders, propriété de la famille, jusqu’en 1894.

- Domaine de Lehowa,  près de Groß-Sankt-Johannis (aujourd’hui Suure-Jaani en Estonie)
- Domaine de Mödders (aujourd’hui à Mõdriku en Estonie) de 1770 à 1894
- Domaine de Morras (aujourd’hui à Muraste en Estonie) au XVIIIe siècle
- Paunküla, près de Kau (aujourd’hui commune de Kõue en Estonie)
- Domaine de Brandten dans la paroisse de Sankt-Petri du district de Jerwen (aujourd’hui à Prandi en Estonie) au XVIIIe siècle
- Domaine de Raggafer dans la paroisse de Sankt-Jakobi dans le Wierland (aujourd’hui Rägavere en Estonie) au XVIIIe siècle
- Château de Sarkfer dans la paroisse de Sankt-Petri in Jerwen (aujourd'hui à Sargvere dans la commune de Paide en Estonie)
- Palais Kaulbars à Tallinn en Estonie.